# Jay Buhner
Jay Campbell Buhner (né le 13 août 1964 à Louisville, Kentucky, États-Unis) est un ancien voltigeur de droite ayant joué dans les Ligues majeures de baseball de 1987 à 2001, dont 14 saisons avec les Mariners de Seattle.

## Carrière
Jay Buhner est sélectionné par les Pirates de Pittsburgh en 2e ronde en 1984, mais n'a jamais joué pour cette franchise, qui l'échange à l'organisation des Yankees de New York en décembre de la même année. Il fait ses débuts dans les majeures avec les Yankees le 11 septembre 1987. Il cogne ses 13 premiers coups de circuit et produit 38 points en 85 parties en 1988, mais les Yankees l'échangent aux Mariners de Seattle le 21 juillet en compagnie de deux joueurs des ligues mineures (Rich Balabon et Troy Evers) en retour de Ken Phelps. Cet échange est considéré comme l'un des plus mauvais dans l'histoire récente des Yankees et, à l'inverse, comme l'un des meilleurs jamais réalisé par les Mariners.
À Seattle, Buhner forme un duo explosif avec Ken Griffey, Jr. jusqu'en 1999, année où ce dernier quitte pour Cincinnati.
Après 4 saisons de 20 circuits ou plus de 1991 à 1994, Jay Buhner frappe 40 longues balles ou plus durant trois saisons consécutives, devenant de ce fait le 10e joueur seulement dans toute l'histoire des majeures à accomplir ce fait, et le premier depuis Frank Howard (en) entre 1968 et 1970.
En 1995, il termine 2e dans la Ligue américaine pour les circuits (40) et 3e pour les points produits (121). Il établit des records personnels de 44 coups de quatre buts en 1996 (6e dans la ligue) et 138 points produits (au 6e rang, également). Il connait en 1997 une troisième et dernière saison de plus de 100 points produits (109).
Il a soutiré au moins 100 buts-sur-balles durant deux saisons, mais a aussi, comme c'est souvent le cas pour les frappeurs de puissance, dominé l'Américaine pour le nombre de fois où il a été retiré sur trois prises. Il est d'ailleurs l'athlète comptant le plus de retraits au bâton (1375) dans l'histoire de la franchise des Mariners. Accessoirement, il revendique aussi le plus mauvais taux de réussite pour les vols de buts dans l'histoire du club, avec 6 larcins en 24 tentatives pour un pourcentage de 20 %.
Le 23 juin 1993, Buhner a réussi à frapper pour un cycle (aussi appelé carrousel) dans un match à Oakland.
En séries éliminatoires de 1995, il frappe pour ,458, avec 11 coups sûrs en seulement 23 présences au bâton durant la série de division entre les Mariners et les Yankees. En Série de championnat de la Ligue américaine, il affiche une moyenne au bâton de ,304 et produit 5 points en six parties contre Cleveland. New York et Seattle en viennent aux prises deux années de suite en Séries de championnat, affrontements se soldant chaque fois par un triomphe des Yankees. Il ne frappe que pour ,182 en quatre matchs en 2000, mais se reprend en 2001 avec deux coups sûrs en six (moyenne de ,333).
Reconnu pour son crâne rasé, Jay Buhner inspira durant ses années à Seattle une promotion originale mise en place par les Mariners. Au cours de soirées appelées Buhner Buzz Cut Night, les personnes chauves avaient droit à un siège gratuit dans les estrades du champ droit. Des coupes de cheveux gratuites étaient aussi offertes aux partisans.
Le voltigeur s'est retiré après la saison 2001. En 1472 parties dans les majeures, il a frappé 1273 coups sûrs, dont 310 circuits, et produit 965 points.

## Dans la culture populaire
Dans une scène d'un épisode de la populaire série américaine Seinfeld, The Caddy (diffusé originellement le 25 janvier 1996), le propriétaire des Yankees de New York, George Steinbrenner (interprété par un comédien), apparaît au domicile des parents de George Costanza pour les informer - faussement - que leur fils est mort. Comme seule réplique à cette annonce, le père de Costanza invective Streinbrenner et lui reproche d'avoir échangé Jay Buhner et lui lance qu'il ne « sait pas ce qu'il fait ».